# Ciudad de Gloria Militar
Ciudad de Gloria Militar (en ruso: Город воинской славы) es un título honorífico de la Federación Rusa, establecido por la ley federal del 9 de mayo de 2006 N.º 68-Ф3 «Sobre el título honorífico de la Federación Rusa "Ciudad de la gloria militar"».

El título «Ciudad de Gloria Militar» se concede a las ciudades de la Federación Rusa, en cuyos territorios o inmediatamente cerca de estos durante batallas encarnizadas los defensores de la Patria demostraron valentía, resistencia y heroísmo masivo, incluyendo a las ciudades de la Federación Rusa, que obtuvieron el título «Ciudad Heroica».

En la ciudad que obtiene el título «Ciudad de Gloria Militar»:
1) se instala una estela con el escudo de la ciudad y el texto del decreto del presidente de la Federación Rusa sobre la concesión de este título;

2) se organizan actos públicos y fuegos artificiales festivos el 23 de febrero (Día del Defensor de la Patria), 9 de mayo (Día de la Victoria), así como en el Día de la ciudad.

## Ciudades de Gloria Militar

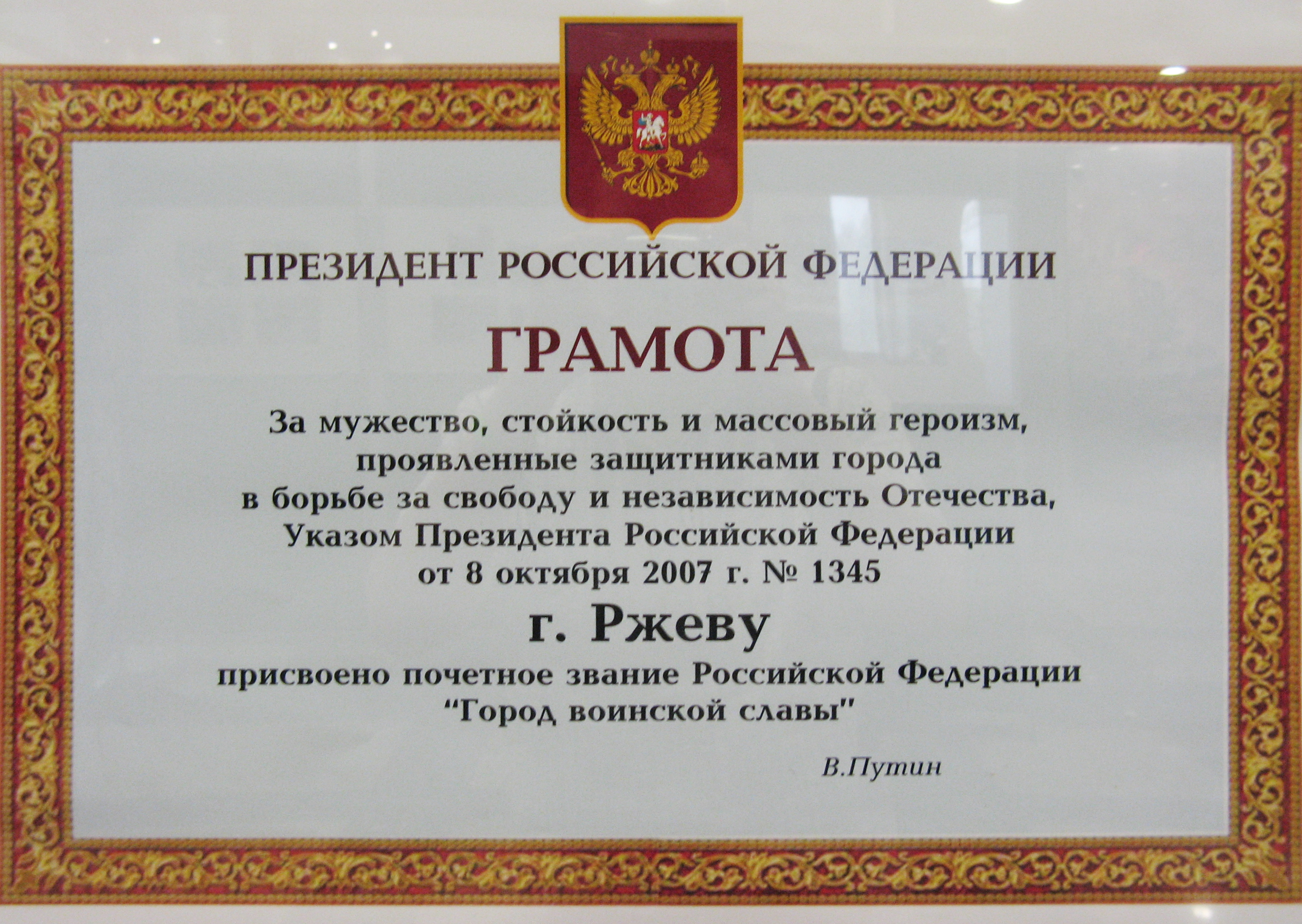
Certificado (Грамота) sobre la concesión del título a la ciudad de Rzhev.

1. Bélgorod[1]
2. Kursk[2]
3. Oriol[3]
4. Vladikavkaz[4]
5. Malgobek[5]
6. Rzhev[6]
7. Yelnia[7]
8. Yelets[8]
9. Vorónezh[9]
10. Luga[10]
11. Poliarny[11]
12. Rostov del Don[12]
13. Tuapsé[13]
14. Velikie Luki[14]
15. Nóvgorod[15]
16. Dmítrov[16]
17. Viazma[17]
18. Kronstadt[18]
19. Naro-Fominsk[19]
20. Pskov[20]
21. Kozelsk[21]
22. Arcángel[22]
23. Volokolamsk[23]
24. Briansk[24]
25. Nálchik[25]
26. Víborg[26]
27. Kalach del Don[27]
28. Vladivostok
29. Tijvin
30. Tver
31. Anapa
32. Kólpino
33. Stari Oskol
34. Kovrov
35. Lomonósov
36. Petropávlovsk-Kamchatski
37. Taganrog
38. Maloyaroslávets
39. Mozhaisk